# José Eduardo Sancho Castañeda
José Eduardo Sancho Castañeda nom de guerre Fermán Cienfuegos (* 6. März 1947 in San José (Costa Rica)) ist ein ehemaliger Politiker in El Salvador. Er war Mitbegründer der Frente Farabundo Martí para la Liberación Nacional.

## Leben
Sein Großvater mütterlicherseits war Benjamín Castañeda und starb 1906 bei einem Versuch von Manuel Lisandro Barillas Bercián, Manuel José Estrada Cabrera in Guatemala zu stürzen. Der Vater seiner Großmutter war Pietro Colombari, ein italienischer Militär unter Giuseppe Garibaldi, bevor er 1884 als Eisenbahningenieur ein Vermögen mit der Eisenbahn von Minor Cooper Keith in Costa Rica machte. Sein Vater war Guillermo Sancho Colombari ein Arzt auf dem Gebiet der Hämatologie, kam 1942 zum Medizinstudium nach El Salvador, wo er Liliam Castañeda Saldívar heiratete und sich in El Salvador niederließ. Als Sanchos Funktion in der Guerilla bekannt wurde, migrierten sein Vater und seine beiden Brüder nach Costa Rica, wo ein väterlicher Vorfahre, Juan Sancho y Vélar sich 1547 in Cartago niedergelassen hatte. Der Ehemann der Schwester seines Vaters, Abdenago Hernández, war ein Sohn von Rafael Ángel Calderón Guardia. Sancho Castañeda wurde Kunsthistoriker und als Fermán Cienfuegos wurde er 1972 Mitglied des Ejercito Revolucionario del Pueblo, eine christdemokratisch orientierte Gesellschaft für false-flag-operations, wo er Befehlsgewalt erlangte. Nachdem sich die Fuerzas Armadas de la Resistencia Nacional, nach der Ermordung von Roque Dalton, am 10. Mai 1975 vom ERP abgespalten hatte, war Cienfuegos Comandante dieser Gruppierung im bewaffneten Konflikt. Neben dem, beim ERP zu Professionalität entwickelten Entführungsgeschäft, versuchte die FARN die bewaffnete Machtübernahme im Staat El Salvador. Am 17. Januar 1979 entführten die FARN den israelischen Honorarkonsul, Kaffee- und Waffenhändler Ernesto Liebes. In einem Kommunique warf Fermán Cienfuegos, Liebes Kriegsverbrechen vor, da die salvadorianischen Streitkräfte von Liebes geliefertes Napalm unterschiedslos gegen die Zivilbevölkerung einsetzten. Das Timemagazine berichtet, dass Ernesto Liebes seine Familie angewiesen habe, keine 10 Millionen US-Dollar für ihn zu bezahlen. Das Timemagazine berichtet nicht, dass 10 Millionen US-$ für Ernesto Liebes verlangt worden seien. Liebes Leiche wurde am 21. März 1979 in der Colonia Monserrat de San Salvador gefunden. In der Folge wurde mit dem Dekret 75 am 20. Dezember 1979 der Kaffeeexport aus El Salvador durch das Instituto Nacional de Café (INCAFE) verstaatlicht. Am 27. Dezember 1980 griff die FARN die Garnisonen von Ilopango, Usulután und San Salvador an.
Fermán Cienfuegos gehörte 1992 zu den Unterzeichnern der Friedensverträge von Chapultepec.
1997 zog sich Cienfuegos aus der Parteipolitik der FMLN zurück und widmete sich seither der Soziologie und der Geschichtswissenschaft, an der Universidad Iberoamericana, der Universidad Nacional Autónoma de México und an der Universität Complutense Madrid als Konfliktlöser und Verhandlungstechniker.